# Arizona Bill
Arizona Bill es un personaje creado por Alfred Revetllat Fosch y publicado por Ediciones Toray de Barcelona, España. El protagonista de la historia vengará la muerte de su familia y lo hará a lo largo de doce aventuras: La lista de sangre; El segundo de la lista; La gran carrera; Los coyotes de la pradera; La cobardía de Bill; Dos cruces en una tumba; Los dos Bills; La voluntad de un muerto; Oro y sangre; Burns, el humoso; Los diablos de la frontera; El sheriff de la colina roja.
- Datos: Q5704262